# Jacques Augustin

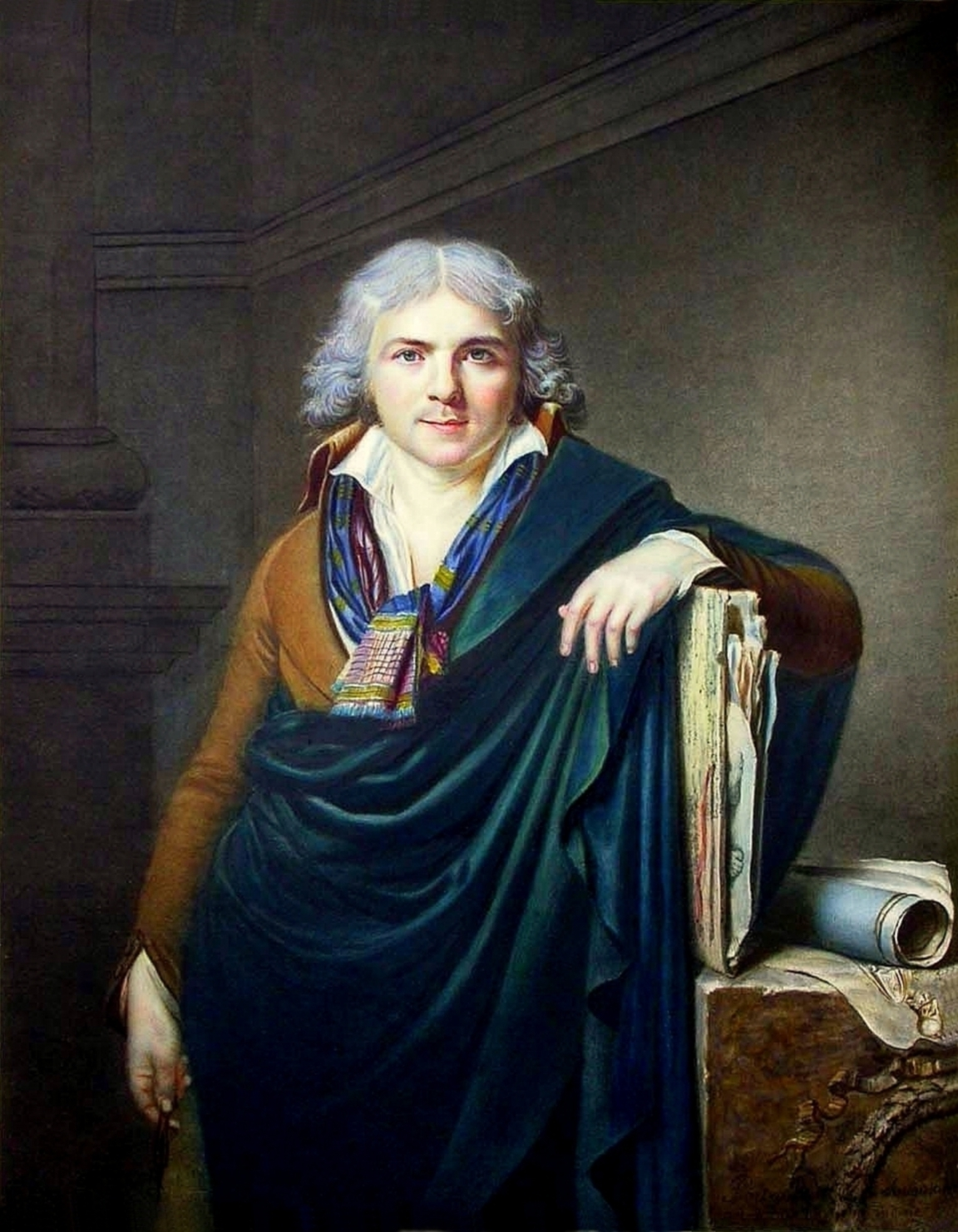
Autorretrato (1796).

Jean-Baptiste Jacques Augustin (Saint-Dié-des-Vosges, 15 de agosto de 1759-París, 13 de abril de 1832) fue un pintor miniaturista francés.

## Biografía
Discípulo de Jean-Baptiste Claudot y Jean Girardet en Nancy, Jacques Augustin fue pintor oficial de la corte imperial en 1806 y pintor del gabinete de Luis XVIII en 1814.
Caballero de la Legión de Honor en 1820, murió víctima del cólera durante la epidemia de 1832.
El museo Pierre-Noël de Saint-Dié-des-Vosges posee tres miniaturas suyas, su estuche de pintor y algunos objetos personales.

## Celebridades retratadas por Jacques Augustin
- María Antonieta (1755-1793)
- Napoleón I y su familia
- Luis XVIII, rey de Francia

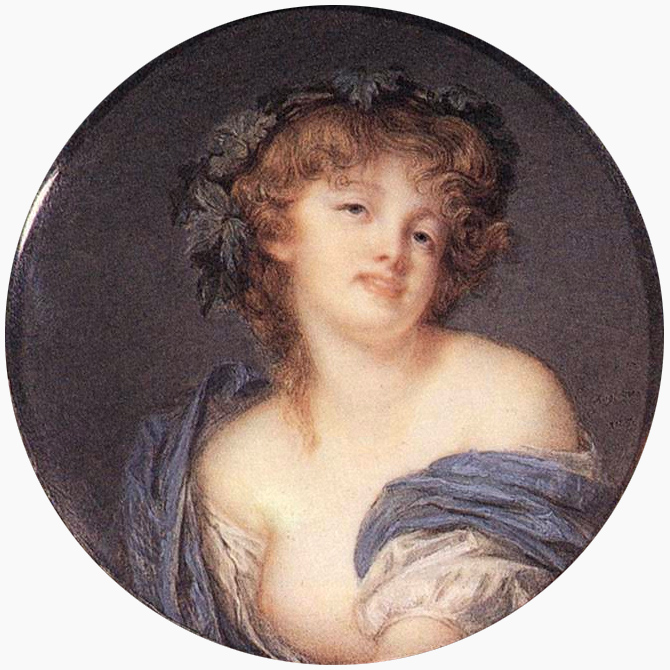
Bacante, retrato sobre marfil (1799).

- Luis Felipe de Orleans, duque de Orleans (1773-1850)
- La marquesa de Segonzac
- Madame Recamier (1777-1849)
- Madame Van Hée nacida Dewinck, esposa del banquero
- El general Laconpérie
- Charles Antoine Callamard (1776-1821), escultor, París, museo del Louvre
- Louis Hector Chalot de Saint-Marc, obispo
- Charles-Ferdinand, duque de Berry (1778-1820)
- Antoine Denis Chaudet (1763-1810), escultor
- Madame de Kercado
- Louis Joseph Auguste Coutan (1779-1830)
- Marie Joseph Georges Rousse, previo presidente de la Chambre des notaires de Paris
- Anne de Dorat, condesa Coiffier de Moret
- Théroigne de Méricourt (1762-1817), feminista revolucionaria
- José Joaquín Ferrer y Cafranga